# Мадлер

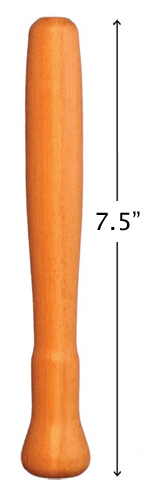
Класичний дерев'яний мадлер

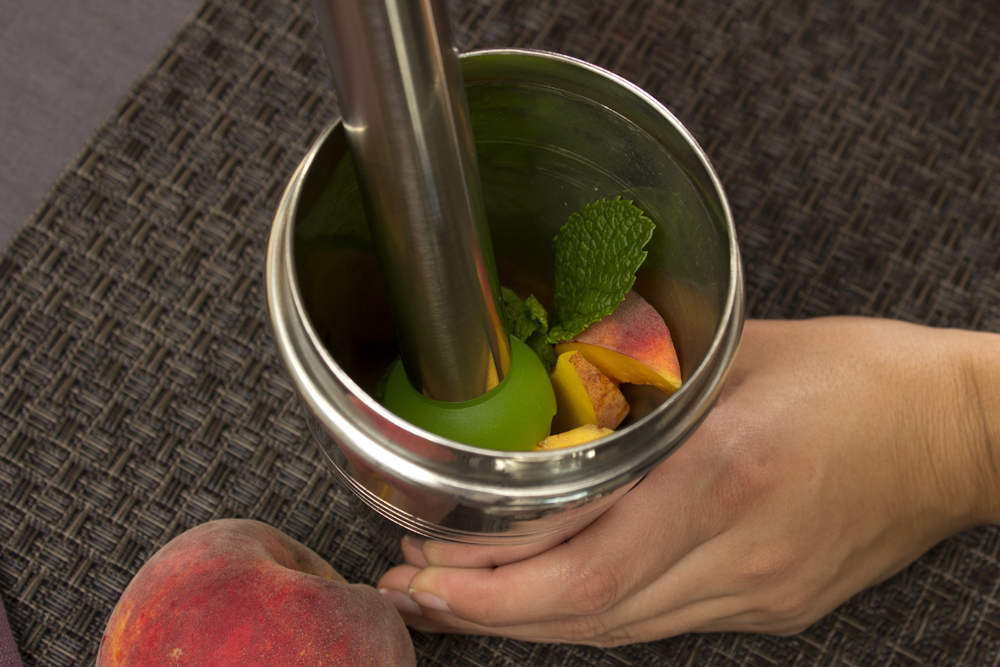
Використовування мадлера в кухлі шейкера

Ма́длер (англ. muddler < to muddle — «перемішувати») — елемент барного обладнання, дерев'яний товкачик. Використовується для вичавлення соку з фруктів, ягід і овочів, товчіння трав і цедри, а також для їх перемішування. Цей процес проводиться безпосередньо у коктейльному келиху, шейкері або ступці та називається «мадлінг» (англ. muddling).
Класичний мадлер має довжину 19 см (7,5 дюймів). Матеріал — дерево, метал, пластик. Чавильна поверхня може бути гладкою або із зубцями, що не дають вислизувати шматочкам фруктів.

## Коктейлі
Мадлер використовується під час приготування таких коктейлів:
- Кайпіринья
- Кайпіроска
- Мохіто
- Олд фешен
- М'ятний джулеп